# Hussain Rasheed Ahmed

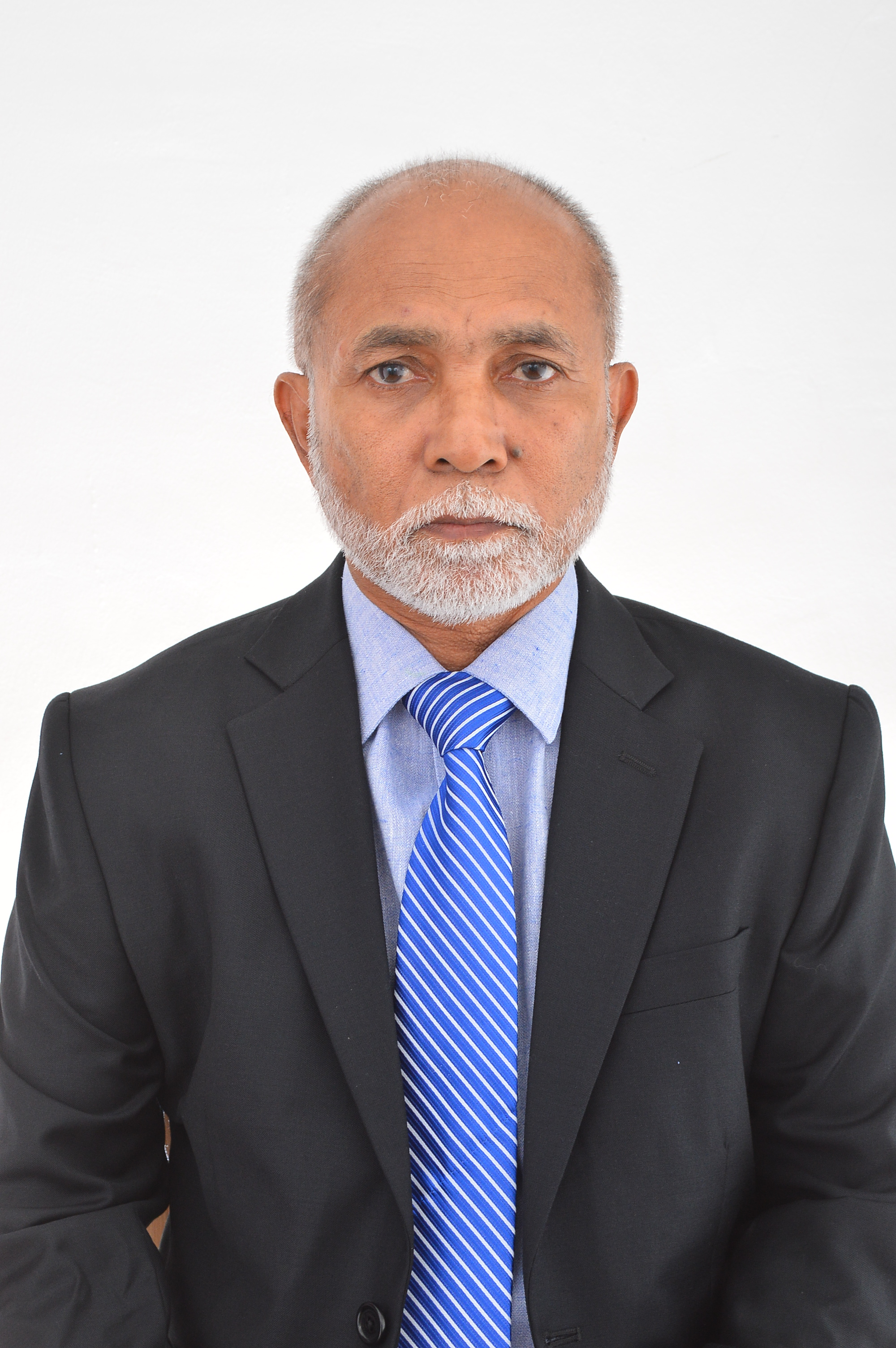
Hussain Rasheed Ahmed.

Hussain Rasheed Ahmed (arabisch حسين رشيد أحمد; geb. 18. März 1957, Mal-haaruge, Hithadhoo, Addu-Atoll, Malediven) ist ein islamischer Gelehrter (schāfitisch) und politischer Führer in der Republik Malediven. Er ist auch der erste gewählte Präsident der Adhaalath Party (Gerechtigkeitspartei). Er ist bekannt für seine streng sunnitischen Positionen.
Er spricht fließend Arabisch, Urdu (neben der Muttersprache Dhivehi).

## Leben

### Ausbildung
Hussain Rasheed Ahmed erhielt seinen frühesten Unterricht in Koran, islamischer Lehre, Arabisch und Dhivehi an der Schule Makthabul U’loom in seinem Heimatort Addu Hithadhoo durch seinen Vater Ahmed Manikfaan. Er besuchte 1970 die Koranschule Madrasathul Husainiyya, 1971 bis 1972 die Nooraani School (Addu Hithadhoo). Weitere Ausbildung machte er in Indien (1972 Jamia Dharul Uloom, Daabeel Gujarat, Auswendiglernen des Koran; 1973 Jamia Dharul Uloom, Taraj;  Jamia Darul Uloom Matliwala, Bharuch), in Pakistan (Bachelor in Islamic Studies, Jamia Tha’leemaath Islamiyya) und Saudi-Arabien (Gen.Diploma in Arabic Teaching, Jamia Ummul Qura Mekka; König-Saud-Universität, Riad).

### Politik
Scheich Hussain Rasheed ist bekannt für seine kontroversen öffentlichen Ansprachen zu politischen Themen (besonders in Bezug auf den ehemaligen Präsidenten, Maumoon Abdul Gayoom) und für seine Vorlesungen zu Religiösen Themen und Predigten (Khutbahs). Er gilt als „ein islamischer religiöser Politiker in den Malediven, der einzige, der Entscheidungen weise treffen kann, nachhaltige Lösungen für unterschiedliche Typen von kontroversen Fragestellungen findet“ („an Islamic religious politician in the Maldives, the only one who can make tough decisions wisely, find sustainable solutions for different types of controversial issues“).
In Präsident Mohamed Nasheeds Regierung, wurde er erstmals als Co-Vorsitzender der „Riyaasee Commission“ berufen, dann wurde er zum Minister of State for Home Affairs ernannt (24. November 2009–23. Dezember 2010). Am 23. Dezember 2010 wurde er zum Minister of State for Islamic Affairs ernannt (-7. Februar 2012, Die Regierung Nasheed wurde durch einen Staatsstreich abgesetzt).

## Familie
Scheich Hussain Rasheeds Vater war bereits eine angesehener Führer im Süden der Malediven: Ahmed Manikfaan (Seenu Hithadhoo Thubbeege Ali Thakkhaanuge Ahmed Manikfaan). Seine Mutter, Aishath Manikfaan (Ali Manikuge Aisha Manikfaan) war eine Nichte von Scheich Hussain Sharafuddin Al-Azhary (Sheikh Hussain Rahaa). Hussain hat drei Brüder: Ibrahim Rasheed Ahmed, Mohamed Rasheed Ahmed  und Scheich Abdul Rasheed Ahmed. Er hat 7 Kinder: Aisha Hussain Rasheed, Mohamed Hussain Rasheed, Abdulla Hussain Rasheed, Ibrahim Hussain Rasheed, Ismail Hussain Rasheed, Amina Hussain Rasheed und Ameera Hussain Rasheed.

## Werke
Neben seiner Beschäftigung als Koranlehrer hat er auch Bücher über den Islam veröffentlicht, unter anderem eine Übersetzung der zwölfbändigen Hadith-Sammlung Sahīh Muslim ins Dhivehi mit Erklärungen, mit Bezug auf die Ausgabe von Imam an-Nawawī.